# You Know What to Do
You Know What to Do è la seconda composizione di George Harrison. Apparsa sotto forma di demo sull'Anthology 1 del 1995, non è mai stata registrata dai Beatles in altro modo.

## Il brano

### Composizione e registrazione
Dopo Don't Bother Me, canzone apparsa sul disco With the Beatles del 1963, George Harrison compose il pezzo. Il 2 giugno 1964, sul brano venne messo il copyright nelle edizioni Jaep Music, publishing company fondata da Brian Epstein e Dick James.
Il 3 giugno, il gruppo si doveva recare agli Abbey Road Studios per registrare la quattordicesima canzone dell'album A Hard Day's Night. Ringo Starr si era però appena ammalato di tonsillite, per cui dovette essere sostituito da Jimmy Nicol. Dalle tre alle quattro, Lennon, McCartney, Harrison e Nicol provarono i pezzi per il tour mondiale ormai imminente. Finito ciò, dalle cinque e mezza alle nove di sera vennero registrati tre demos, nell'ordine: You Know What to Do, It's for You e No Reply. Nel primo, non si sa esattamente chi abbia suonato: infatti, si ipotizza i tre Beatles presenti, questi con Nicol oppure Harrison da solo. Finite le registrazioni di questi tre pezzi, vennero ultimati i brani Any Time at All e Things We Said Today.

### Accoglienza e pubblicazione
Il pezzo venne accolto male sia dai Beatles presenti che dal produttore George Martin; ciò fece scoraggiare Harrison, che non compose altro fino ad Help! del 1965.
L'esistenza di You Know What to Do rimase sconosciuta nel 1991, quando si seppero i dettagli delle sedute di registrazione dei Fab Four. I nastri erano stati persi, e vennero ritrovati solamente nel 1993; due anni dopo, il brano apparve sull'Anthology 1.

## Formazione
- George Harrison: voce, chitarra
- Paul McCartney: basso elettrico
- John Lennon: tamburello[1]

Questo è il line-up più probabile per il pezzo.